# La Hồng
La Hồng (sinh năm 1963) là thẩm phán cao cấp người Việt Nam. Ông hiện là Chánh án Tòa án nhân dân tỉnh An Giang. Ông là đảng viên Đảng Cộng sản Việt Nam.

## Tiểu sử
La Hồng sinh năm 1963, quê quán tại phường Châu Phú B, thị xã Châu Đốc (nay là thành phố Châu Đốc), tỉnh An Giang.
Ông có bằng Thạc sĩ Luật học.
Từ ngày 1 tháng 12 năm 2016, La Hồng, Thẩm phán trung cấp, Phó Chánh án Tòa án nhân dân tỉnh An Giang, được Chánh án Tòa án nhân dân tối cao Việt Nam Nguyễn Hòa Bình bổ nhiệm giữ chức vụ Chánh án Tòa án nhân dân tỉnh An Giang nhiệm kì 5 năm theo Quyết định số 1215/QĐ-TCC ký ngày 28 tháng 11 năm 2016.
Ngày 17 tháng 4 năm 2018, La Hồng được Chủ tịch nước Việt Nam Trần Đại Quang bổ nhiệm chức danh Thẩm phán cao cấp.
La Hồng hiện nay (2018) đang là Thẩm phán cao cấp, Bí thư Ban cán sự Đảng Cộng sản Việt Nam tại Tòa án nhân dân tỉnh An Giang, Chánh án Tòa án nhân dân tỉnh An Giang.